# Яковлева, Зоя Ивановна
Зоя Ивановна Яковлева (1933—2008) — советский государственный и общественный деятель, агроном и передовик сельского хозяйства. Депутат Верховного Совета СССР 8-го созыва (1970—1974). Герой Социалистического Труда (1966).

## Биография
Родилась 18 июня 1933 года в селе Конышёвка Конышёвского района Курской области в крестьянской семье, русская.
С 1949 по 1956 годы обучалась в Сталинградском сельскохозяйственном институте, получив специальность агронома.
С 1956 года начала трудовую деятельность — агрономом колхоза и отделения совхоза в Октябрьском районе Волгоградской области. С 1957 года работала бригадиром парниково-тепличного хозяйства, с 1963 года — бригадиром-овощеводом целинного совхоза «ВолгоДон» Калачёвского района.
Бригада под её руководством очень скоро вышла в передовые и стала получать самые высокие в Калачёвском районе урожаи различных овощей на поливных площадях свыше 200 гектаров площадей.
30 апреля 1966 года Указом Президиума Верховного Совета СССР «за успехи, достигнутые в увеличении производства и заготовок картофеля, овощей, плодов и винограда» Зоя Ивановна Яковлева была удостоена звания Героя Социалистического Труда с вручением Ордена Ленина и золотой медали «Серп и Молот».
Бригада под её выполнила пятилетний план девятой пятилетки (1971—1975) за четыре года.
8 апреля 1971 года «за отличие в труде и за высокие показатели» Указом Президиума Верховного Совета СССР Зоя Ивановна Яковлева была награждена Орденом Трудового Красного Знамени.
8 декабря 1973 года «за выдающиеся достижения в области развития народного хозяйства и особо плодотворную государственную и общественную деятельность» Указом Президиума Верховного Совета СССР была награждена Орденом Октябрьской Революции.
23 декабря 1976 года «за выдающиеся трудовые показатели и по итогам результатов в 1975 году» Указом Президиума Верховного Совета СССР была награждена вторым Орденом Ленина.
Избиралась депутатом Совета Союза Верховного Совета СССР 8-го созыва (1970—1974) от Волгоградской области и делегатом XXIII съезда КПСС (1966).
Скончалась 15 сентября 2008 года. Похоронена на поселковом кладбище Береславка Калачёвского района (Волгоградская область).

## Награды
- Медаль «Серп и Молот» (30.04.1966)
- Два Ордена Ленина (30.04.1966, 23.12.1976)
- Орден Октябрьской Революции (08.12.1973)
- Орден Трудового Красного Знамени (08.04.1971)
- Орден Дружбы народов (29.08.1986)
- Медаль «В ознаменование 100-летия со дня рождения Владимира Ильича Ленина»